# Aeroporto di Berlino-Tempelhof

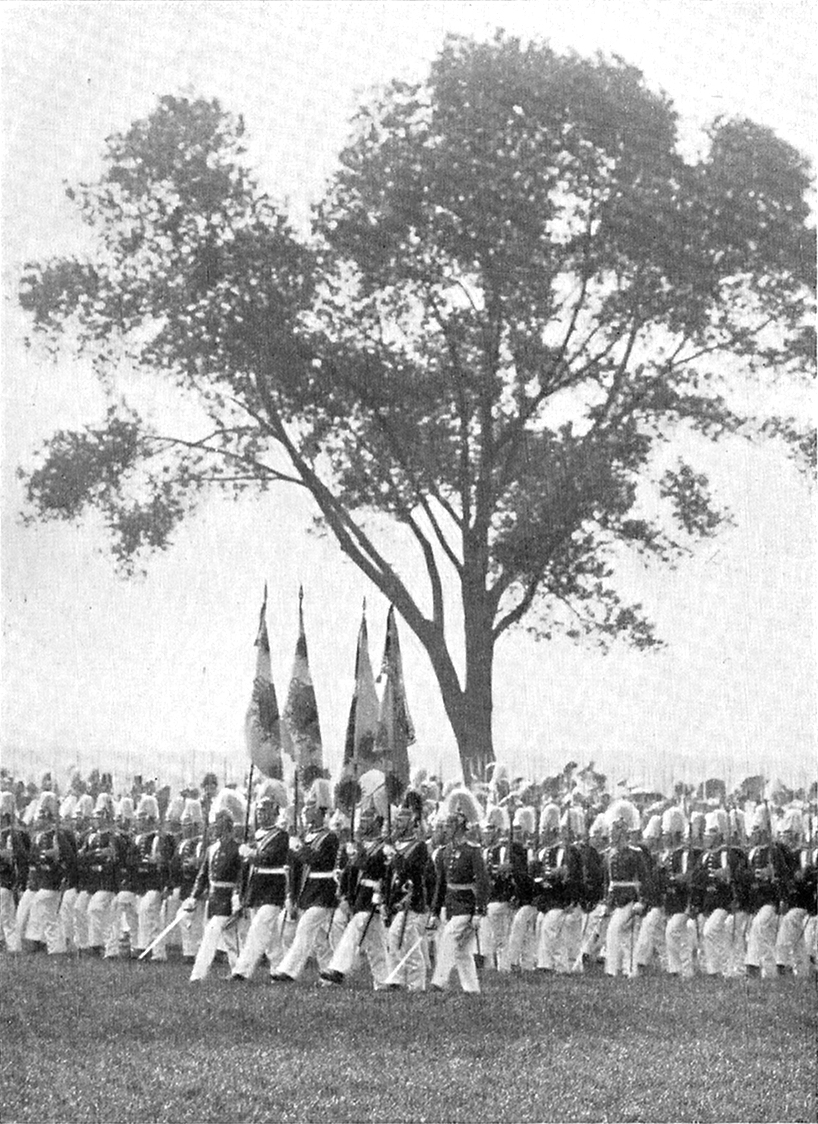
Il pioppo storico sul campo di Tempelhof esiste fin dai tempi del "Re Soldato" e di Federico il Grande: in questa vecchia foto, gli sfila davanti il 3º Reggimento Guardie

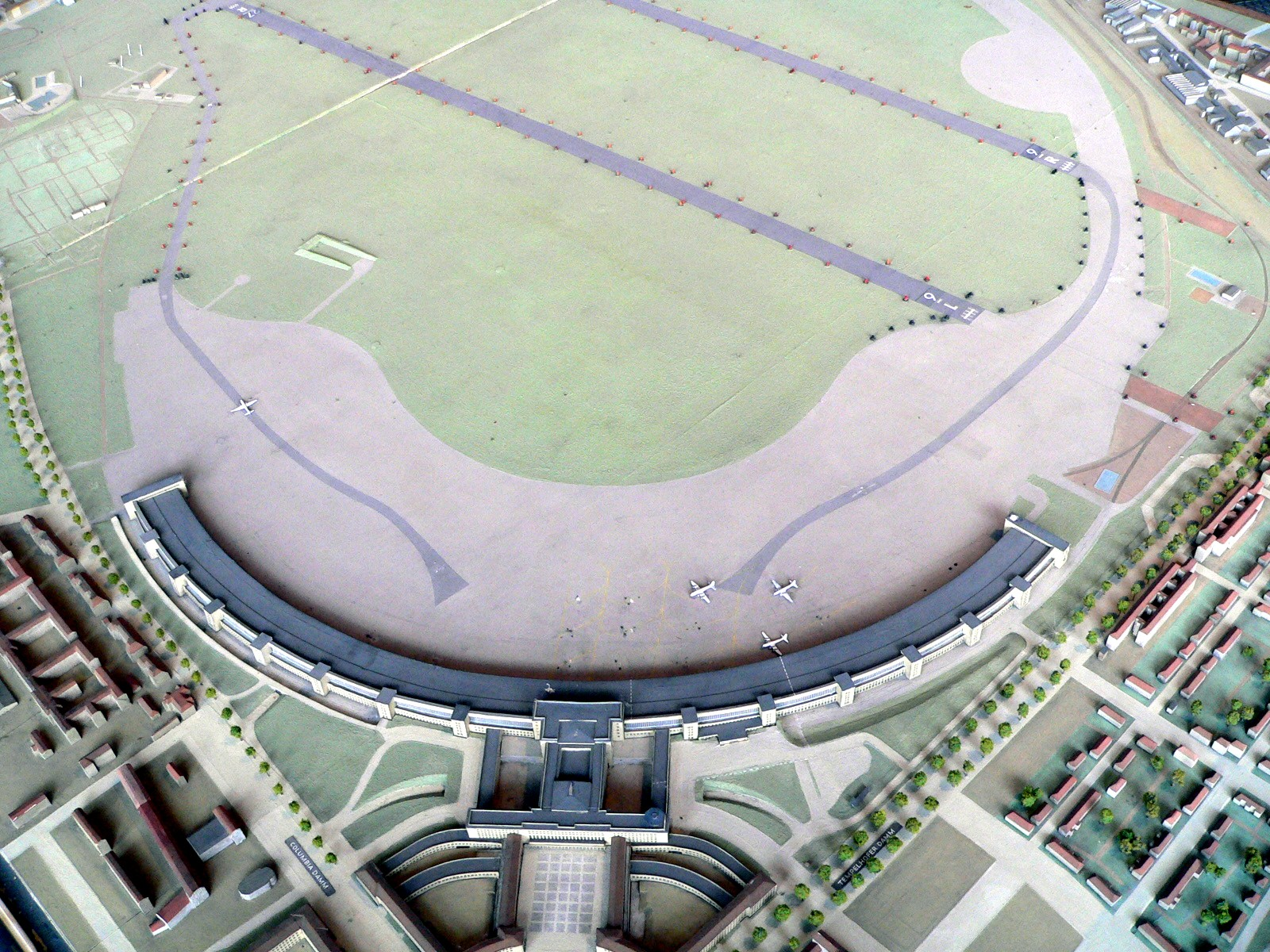
Modello dell'aeroporto

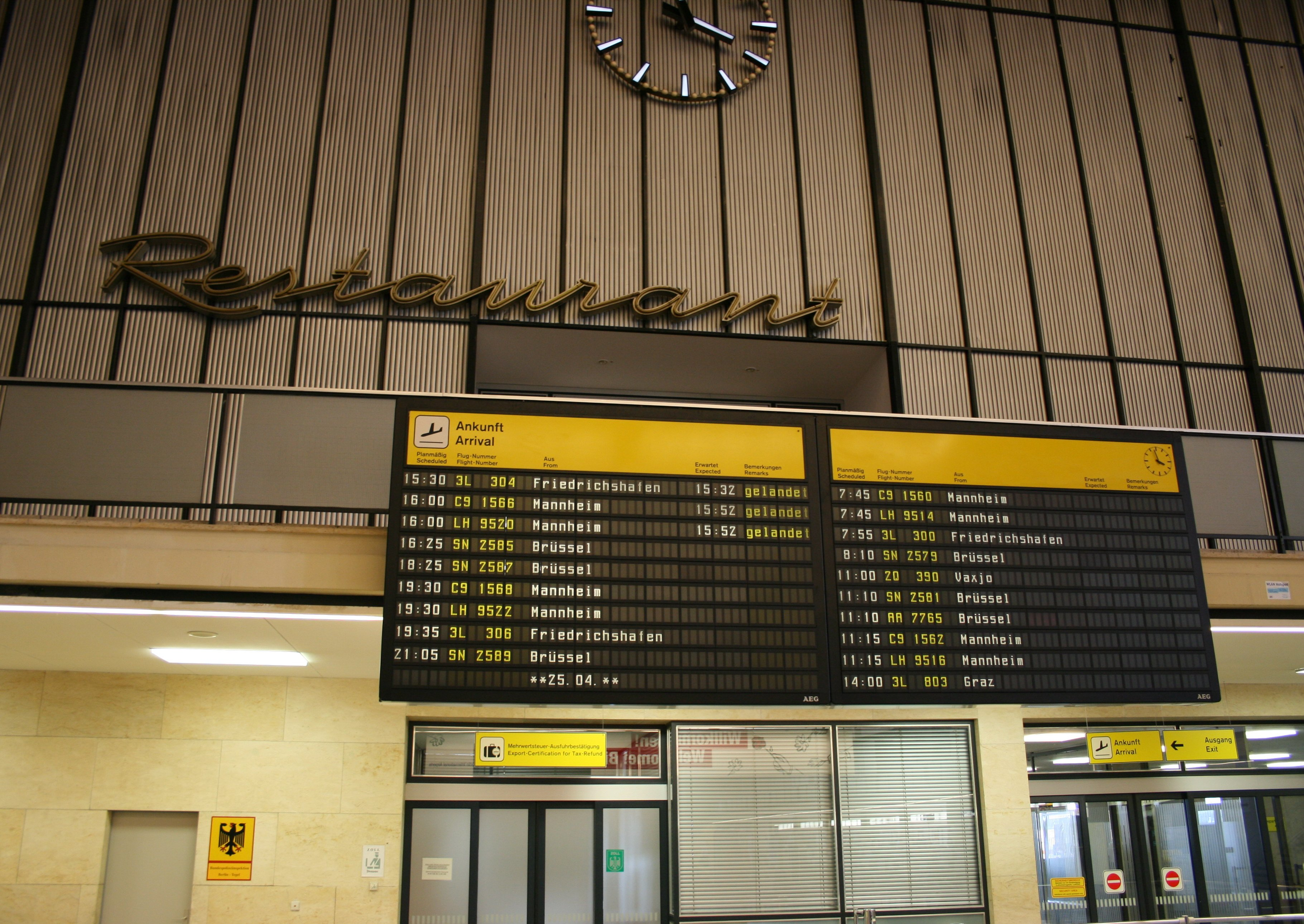
Tabelloni dei voli

L'aeroporto di Berlino-Tempelhof (in tedesco: Zentralflughafen Berlin-Tempelhof) era un aeroporto di Berlino, situato nella parte sud del quartiere centrale di Tempelhof-Schöneberg. Fu operativo dal 1923 al 2008. Per le Forze armate degli Stati Uniti, Tempelhof era noto come TCA (Tempelhof Central Airport). Tempelhof veniva spesso chiamato City-Airport, ovvero "aeroporto cittadino", e gestiva principalmente voli pendolari verso altre parti della Germania e verso destinazioni europee, poiché la sua pista (con poco più di 2.000 m) era relativamente corta e quindi poco adatta agli aerei di grossa stazza utilizzati per i voli intercontinentali.

## Storia
Situato nella zona sud-ovest di Berlino, tra i quartieri di Neukölln e Schöneberg, il Tempelhofer Feld si estende per 386 ettari e, dal 2010, è il parco pubblico più vasto di Berlino. La storia di questo luogo comincia molti secoli fa, quando, all’inizio del XIII secolo, ben prima della fondazione di Berlino (1237), alcuni cavalieri dell’ordine dei Templari vi istituirono una commenda che diede successivamente il nome alla regione. Venne usato come campo di parata dal 1820 all'inizio della prima guerra mondiale. Il francese Armand Zipfel compì la prima dimostrazione di volo a Tempelhof nel 1909, seguito da Orville Wright, più tardi nel corso dello stesso anno. Tempelhof venne designato ufficialmente come aeroporto l'8 ottobre 1923. La Lufthansa venne fondata a Tempelhof il 6 gennaio 1926.
Il vecchio terminal, originariamente costruito nel 1927, ospitò politici e celebrità da tutto il mondo durante gli anni trenta. Come parte del progetto di Albert Speer per la ricostruzione di Berlino durante il periodo nazista, all'architetto Ernst Sagebiel venne ordinato di sostituire il vecchio terminal con uno nuovo nel 1934. I lavori di questa nuova costruzione in granito iniziarono nel 1936 e vennero completati nel 1941. Il complesso di sale dell'aeroporto e gli edifici vicini, concepiti per essere il punto di accesso all'Europa, erano noti per le loro dimensioni (l'aeroporto fu definito come il 3º più grande edificio al mondo dopo il Pentagono di Washington e il Palazzo del Parlamento di Bucarest) e sono stati descritti dall'architetto britannico Norman Foster come "la madre di tutti gli aeroporti". La Weserwerke iniziò la produzione bellica nei nuovi edifici per l'assemblaggio dei bombardieri Junkers Ju 87 Stuka e successivamente per i caccia Focke-Wulf Fw 190. Le truppe sovietiche presero Tempelhof durante la Battaglia di Berlino, il 24 aprile 1945, e lo consegnarono alle forze statunitensi il 4 luglio dello stesso anno.
La American Overseas Airlines inaugurò la prima rotta commerciale del dopoguerra con un volo da New York il 18 maggio 1946. Il ponte aereo per Berlino, che durò dal 26 giugno 1948 al 12 maggio 1949, rese l'aeroporto famoso in tutto il mondo. Il 20 maggio 1950, le forze statunitensi vi tennero il primo Giorno delle Forze Armate aperto al pubblico. La Boeing presentò il suo prototipo 727, come primo jet da trasporto passeggeri, a Tempelhof il 2 dicembre 1964. Il C-5A Galaxy dell'United States Air Force fu il primo grosso aereo da carico ad atterrarvi, il 17 settembre 1971. Pan Am e British Airways spostarono le loro attività nel nuovo terminale di Berlino-Tegel il 1º settembre 1975. La riunificazione tedesca aprì il traffico di Tempelhof ai voli dei non-alleati il 3 ottobre 1990. L'aeronautica militare statunitense lasciò Tempelhof nel giugno 1993. L'Esercito degli Stati Uniti chiuse il suo distaccamento di aviazione dell'esercito al TCA nell'agosto 1994. Il presidente statunitense Bill Clinton battezzò un nuovo modello di aereo cargo, il C17A Globemaster III 96-0006 come Spirit of Berlin (Spirito di Berlino), a Tempelhof, il 14 maggio 1998.
Negli ultimi tempi prima della chiusura, l'aeroporto riceveva un flusso di passeggeri molto limitato. Nel giugno 2004 venne annunciato che le autorità berlinesi per il traffico aereo avevano dato il permesso alla compagnia pubblica "Berliner Flughäfen" (l'azienda pubblica dello stato di Berlino che gestisce i tre scali aeroportuali a e vicino a Berlino), di cessare la gestione di Tempelhof. Conseguentemente, la chiusura dell'aeroporto venne programmata per il 30 ottobre 2004, in accordo con il decennale progetto di unire i tre aeroporti di Berlino in uno solo, trasformando l'aeroporto di Schönefeld nell'aeroporto internazionale di Berlino-Brandeburgo. Il progetto prevede, oltre alla chiusura dello scalo di Berlino-Tempelhof, anche quella del Tegel. Le compagnie che operavano da Tempelhof protestarono contro questa decisione, perciò alcune si offrirono di gestire l'aeroporto; in seguito la Corte amministrativa di Berlino sospese temporaneamente la decisione e l'aeroporto continuò a funzionare.
Nel 2008 si svolse un referendum sulla chiusura. Solo il 22% degli aventi diritto partecipò al voto, per cui, anche se i votanti si espressero in maggioranza contro la chiusura, il referendum fu ritenuto irrilevante e l'aeroporto fu definitivamente chiuso il 30 ottobre dello stesso anno.
Nel 2010 l'area dell'aeroporto è stata convertita in un parco pubblico, chiamato Tempelhofer Feld.

## Circuito di Formula E
Nel 2015 viene realizzato nell'area di stazionamento dell'ex aeroporto un circuito lungo 2.469 m disegnato da Rodrigo Nunes. Il 23 maggio dello stesso anno su questo circuito si è svolta il DHL Berlin ePrix, ottava prova della stagione inaugurale del primo campionato del mondo di Formula E.